# Ремезов Федір Микитович
Фе́дір Мики́тович Ре́мезов (7 червня 1896 , Каслі, Пермська губернія  — 6 червня 1990 , Ленінград ) — радянський військовий діяч, генерал-лейтенант. Депутат Верховної Ради УРСР 1-го скликання (1938—1947).

## Біографія
Народився 7 червня 1896 року в селищі Каслинського заводу, тепер Челябінської області. З 1918 року служба в Червоній армії. У 1919 році закінчив Вятські піхотні командні курси, а в 1921 році — Вищу тактико-стрілецьку школу комскладу РСЧА імені Комінтерна.
У роки Громадянської війни в Росії командував ротою, батальйоном в боях проти військ адмірала О. В. Колчака. Командував окремим батальйоном в 33-й Кубанській дивізії 9-ї армії, яка воювала проти армії генерала П. М. Врангеля. Після війни на штабних посадах. З квітня 1931 року командир стрілецького полку. В 1932 році проходив навчання у Військовій академії імені М. В. Фрунзе. У липні 1937 року призначений командиром 45-ї стрілецької дивізії. З липня 1938 року призначений командувачем Житомирської армійської групи військ.
26 червня 1938 року обраний депутатом Верховної Ради УРСР 1-го скликання від Ружинської виборчої округи № 34 Житомирської області.
З 1939 року — командувач Забайкальського військового округу. З червня 1940 року — командувач Орловським військовим округом.
7 липня 1941 року, через 2 тижні після початку Німецько-радянської війни, Ф. Н. Ремезов змінив на посту командувача 13-ї армією смертельно пораненого генерал-лейтенанта Філатова П. Ф.. В цей час 13-та армія вела в районі Мінська і Борисова важкі оборонні бої з 3-тю танковою групою генерала Гота. Ранком 12 липня 1941 року генерал-лейтенант Ремезов виїхав у війська для організації контрудару. По дорозі штабна машина командарма була обстріляна автоматниками ворога і Федір Микитович був поранений.
З 4 вересня по 18 жовтня 1941 року керував військами Північно-Кавказького військового округу. В жовтні Ф. Н. Ремезов призначений командувачем сформованої в окрузі 56-ї армії. Восени 1941 року армія обороняла Ростов-на-Дону, але під ударами сил противника вимушена була відійти на лівий берег Дону. У ході Ростовської наступальної операції армія Ремезова у взаємодії з 9-ю армією генерал-майора Ф. М. Харитонова звільнила Ростов-на-Дону.
З квітня 1942 року і до кінця війни генерал-лейтенант Ремезов — командувач 45-ю армією Закавказького фронту, яка виконувала завдання по прикриттю державного кордону з Туреччиною і охороні комунікацій в Ірані, куди радянські війська були введені згідно з договором 1921 року.
З 1945 року — начальник факультету Військової академії імені М. В. Фрунзе, заступник начальника Військової академії імені Ф. Е. Дзержинського. З 1959 року у відставці.
6 червня 1990 року помер у Ленінграді.